# Atto d'amore (film 1953)
Atto d'amore (Un acte d'amour) è un film del 1953 diretto da Anatole Litvak.

## Trama
Robert Teller è appena ritornato in Francia dopo la fine della Seconda guerra mondiale, dove aveva combattuto a fianco degli Alleati. Vedendo lo sbarco di un gruppo di soldati gli fa venire in mente lo sbarco in Normandia del 6 giugno 1944 e la sua permanenza a Parigi.
Robert ricorda di aver conosciuto Nina e Lise, quest'ultima proveniente da una famiglia borghese, e trasferitasi nella capitale alla ricerca di una vita migliore. Tra i due giovani nasce subito l'amore, ma un giorno Lise viene arrestata dalla polizia parigina e Robert non può farla passare per sua moglie. Lise viene ritenuta così una prostituta.

## Produzione

### Regia
Il regista del film è Anatole Litvak.

### Soggetto
Il soggetto del film è ispirato al romanzo La ragazza della Via Flaminia di Alfred Hayes.